# كبريتيد النحاس الأحادي
كبريتيد النحاس الأحادي هو مركب كيميائي صيغته Cu2S، ويوجد على هيئة صلب أسود.

## التحضير
يحضر المركب من تفاعل العنصرين المكونين له، وهما النحاس والكبريت عند درجات حرارة مرتفعة.
{\displaystyle \mathrm {2\ Cu+S\longrightarrow Cu_{2}S} }

## الخواص
يوجد المركب في الشروط القياسية على هيئة صلب أسود، وهو غير منحل في الماء، لكنه يذوب في حمض الهيدروكلوريك.
يتفاعل كبريتيد النحاس الأحادي مع الأكسجين ليعطي ثنائي أكسيد الكبريت:
{\displaystyle {\ce {2 Cu2S + 3 O2 -> 2 Cu2O + 2 SO2}}}